# Leggett & Platt

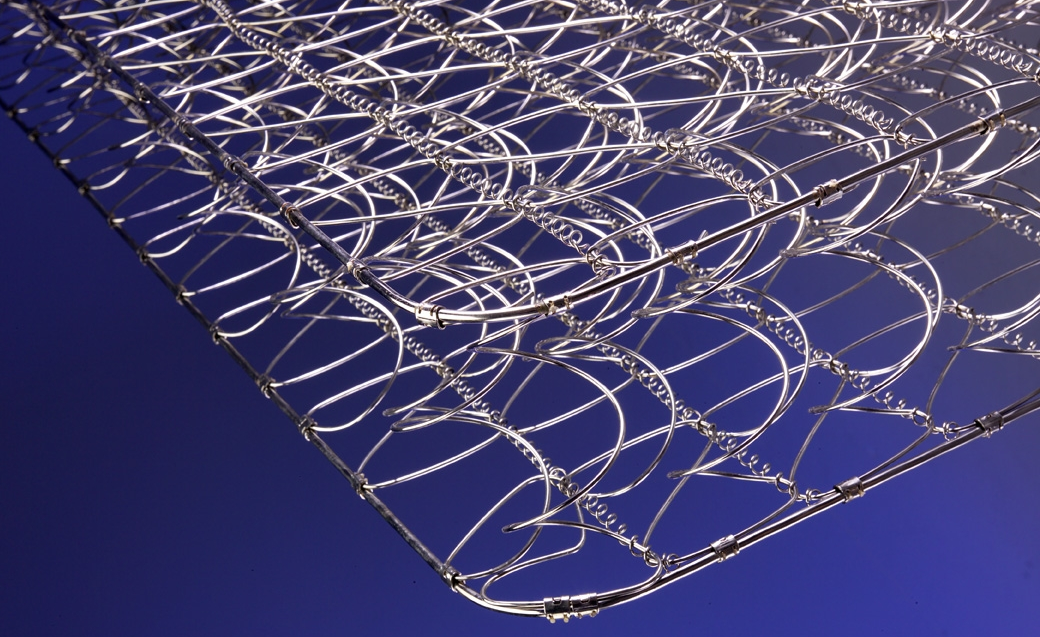
Matrazenfedern

Leggett & Platt (L&P)  ist ein US-amerikanisches Traditionsunternehmen, das in den Aktienindizes Fortune 500 und S&P 500 gelistet ist. L&P ist ein weltweit führender Hersteller von Komfortkomponenten für Wohn- und Büromöbel, Betten und verstellbare Bettgestelle. Das Unternehmen beschäftigte 2022 weltweit 19.900 Angestellte.
Gegründet wurde L&P im Jahre 1883 von J. P. Leggett und seinem Schwager C. B. Platt. J. P. Leggett entwickelte in den 1880er-Jahren neuartige Bettfedern und meldete etliche Patente an, die eine neue Art von Bettenrosten und Matratzen ermöglichten, die später in Entwicklung von Boxspringbetten eingeflossen sind. Der Hauptsitz des Unternehmens L&P liegt seit der Gründung in Carthage, Missouri. L&P teilt sich in verschiedene Geschäftsbereiche: Wohnmöbel, Büromöbel, Aluminiumprodukte, industrielle Materialien und spezialisierte Produkte.
Der Geschäftsbereich Spezialisierte Produkte umfasst unter anderem die Zulieferung von Komponenten für die Automobil- und Luftfahrtindustrie und die Herstellung von Hydraulikzylindern.

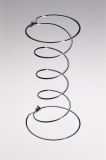
Bettfeder
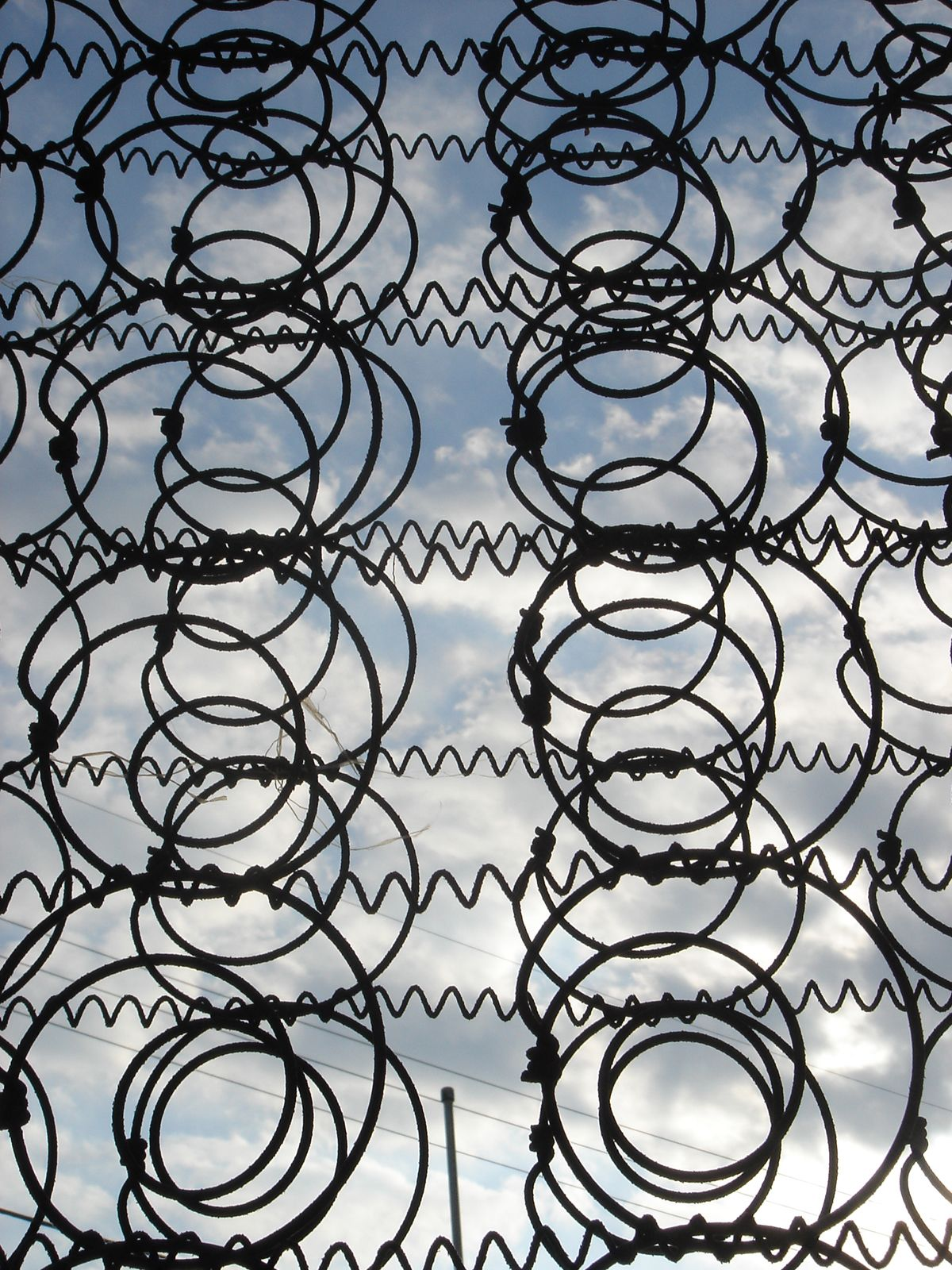
Bettfedern
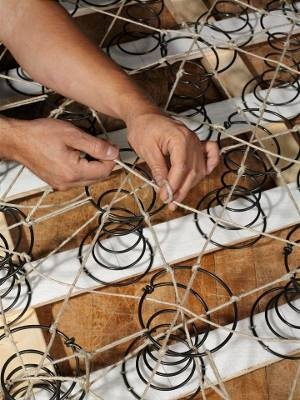
Matrazenfedern
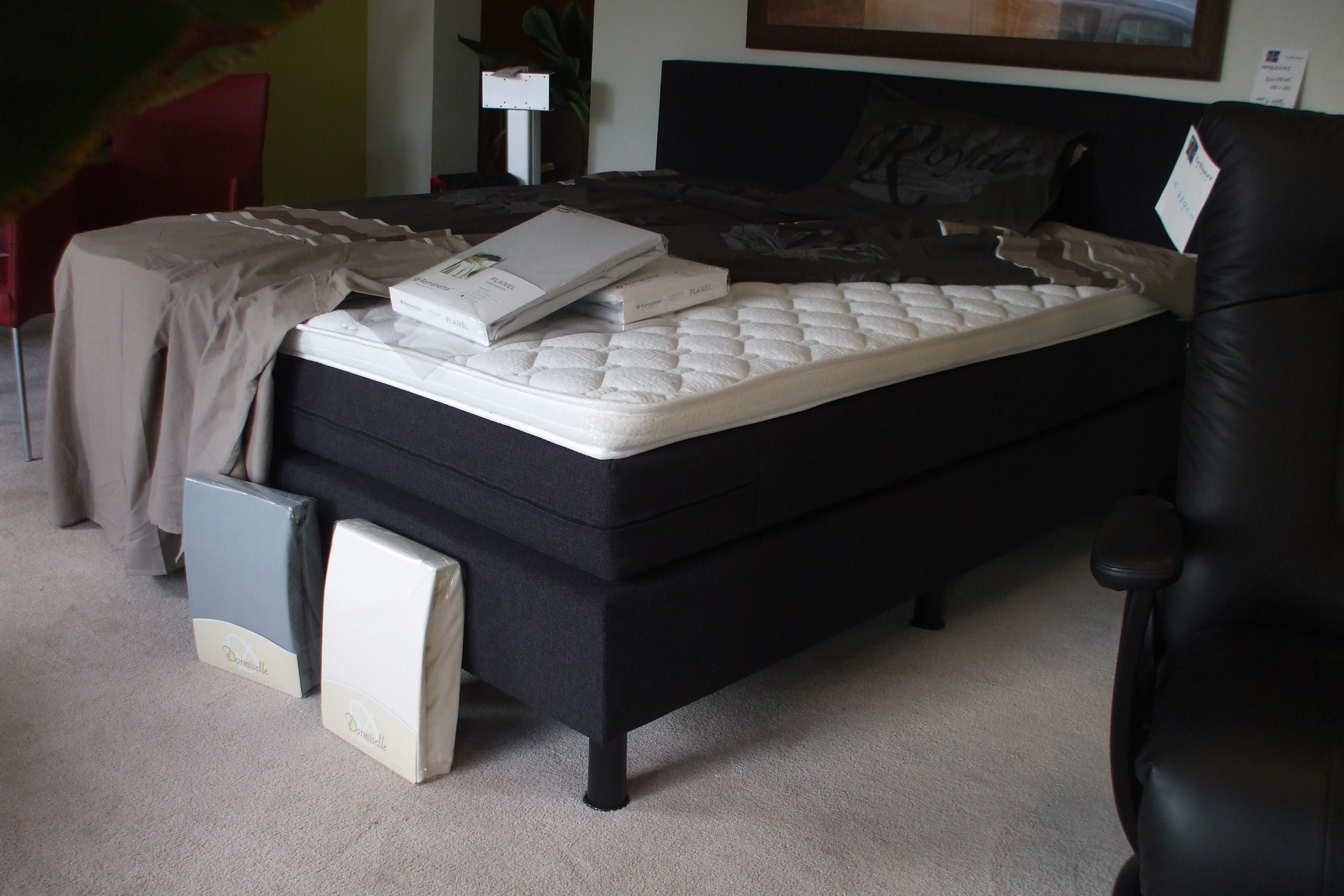
Amerikanisches Boxspringbett